# Theologos P
Die Theologos P ist ein 2000 als Ferry Kochi in Dienst gestelltes Fährschiff der griechischen Reederei Fast Ferries. Es wird seit 2007 vorwiegend auf der Strecke von Rafina nach Andros, Tinos und Mykonos eingesetzt.

## Geschichte
Die Ferry Kochi wurde am 7. Oktober 1999 unter der Baunummer 1018 in der Werft der Yamanishi Corporation in Ishinomaki auf Kiel gelegt und lief am 13. April 2000 vom Stapel. Nach der Ablieferung an die in Osaka ansässige Reederei Osaka Kochi Limited Express Ferry am 31. Juli 2000 nahm das Schiff am 19. August den Fährdienst von Kōchi nach Osaka auf.
Am 30. Juni 2005 stellte die Ferry Kochi den Fährdienst ein, die Reederei Osaka Kochi Limited Express Ferry wurde 2006 nach ihrer Insolvenz aufgelöst. Im April 2006 ging das Schiff in den Besitz der griechischen Reederei Fast Ferries über und erhielt den Namen Theologos P. Nach der Ankunft der Fähre in Perama für Umbauarbeiten im Mai 2006 erfolgte im Januar 2007 die Indienststellung auf der Strecke von Rafina nach Andros, Tinos und Mykonos. Gelegentlich verkehrt die Theologos P aber auch auf anderen Strecken.